# Sticherus × pseudobifidus
Sticherus × pseudobifidus là một loài dương xỉ trong họ Gleicheniaceae. Loài này được Jermy & T.G. Walker J. Gonzales mô tả khoa học đầu tiên năm 2011.